# 강도근
강도근(1918년 ~ 1996년)은 대한민국의 문화예술인이다. 전북 남원 출생. 17세 때부터 김정문, 박봉래, 송만갑에게 소리를 배웠다. 통상성(通上聲)의 더늠·수리성·흥보가가 장기인 그는 1988년 판소리 인간문화재로 지정받았다. 